# Morgan James
Morgan James   (Boise, 24 de novembre de 1981) és una cantant, compositora i actriu estatunidenca. Ha aparegut en nombrosos espectacles de Broadway, incloent-hi Motown: El Musical, Godspell, i La Família Addams. El seu primer àlbum d'estudi, Hunter, el va publicar Epic Records el novembre de 2014. El 31 de març de 2017, va començar la seva gira per diverses ciutats "Reckless Abandon Tour" promocionant el seu segon àlbum d'estudi, Reckless Abandon, publicat el 7 d'abril de 2017.
També se la coneix per les seves nombroses col·laboracions musicals amb el col·lectiu de jazz Postmodern Jukebox.

## Educació i vida primerenca
Nascuda com a Morgan Grunerud a Boise, Idaho, filla dels educadors i actors Allen Grunerud i Shellie Harwood. La família es va traslladar sovint mentre era petita, anant de Pocatello, Idaho a Utah, Tennessee, i finalment a Modesto, Califòrnia on va passar els seus anys d'institut. Té un germà més jove, Nicholas, qui és un músic d'avantguarda i comediant. Els seus pares actors la van inspirar a entrar al món de les arts escèniques, i es va unir a un cor durant la seva època escolar. La seva àvia li va comprar una màquina de karaoke màquina i va pactar amb ella pagar-li classes de cant fins que anés a la universitat.
Va assistir al Peter Johansen High School de Modesto d'on es va graduar l'any 1999. Quan tenia catorze anys, es va adonar que el seu somni era assistir a la Juilliard School de Nova York, i després de presentar-se a les proves d'admissió, primer la van deixar en llista d'espera i després la van rebutjar. Tanmateix, després d'intercanviar molta correspondència amb el cap d'admissions, el va convèncer d'admetre-la com a setena cantant, quan habitualment només eren sis. Allà, hi va estudiar òpera, i finalment va obtenir el Grau de Música, especialitat en veu, l'any 2003. A la universitat, també va assistir a una classe magistral impartida per la veterana de Broadway Barbara Cook.

## Carrera
Després de la universitat, va intentar trobar feina i va buscar treballs que utilitzessin tant la seva formació operística com la clàssica. No va debutar a Broadway fins al 2010 a la producció musical The Addams Family, que tenia com a protagonistes en Nathan Lane i la Bebe Neuwirth. El 2011, va aparèixer a Wonderland, de Franc Wildhorn i a la nova versió de Broadway de Godspell. Es va luxar un turmell en un assaig de Godspell l'octubre de 2011 i no va poder d'actuar durant les preestrenes. Es va recuperar i, el novembre de 2011, actuava al musical al Circle in the Square Theatre. Ell 2013, va fer el paper de Teena Marie a Motown: The Musical. Va formar part del fins al desembre de 2013, quan va marxar per a perseguir una gira d'actuació vocal.
Mentre era a Broadway, ho alternava fent de solista, amb una banda d'acompanyament sovint composta per en Chris Fenwick, en Mat Fieldes i en Damien Bassman, entre d'altres. Ha actuat en nombrosos clubs de Nova York, incloent-hi (Le) Poisson Route, 54 Below, Rockwood Music Hall, i Birdland. El seu primer àlbum en solitari, Morgan James Live: A Celebration of Nina Simone, es va enregistrar al club de jazz Dizzy de Nova York, i és una col·lecció de versions de cançons de la Nina Simone. El va publicar Epic Records el desembre de 2012.
El seu segon àlbum en solitari (i primer àlbum d'estudi), Hunter, es va enregistrar l'any 2014 i el va publicar Epic Records el juny de 2014. L'àlbum té 11 cançons i el va produir en Doug Wamble, sent el primer àlbum de James fet totalment amb material d'ella en solitari. L'àlbum inclou una versió de la cançó "Call my Name", la qual en Prince li va autoritzar posar-la al disc.
El 16 de desembre de 2016, va publicar el seu segon àlbum de versions, Blue, coincidint amb el 45è aniversari de la publicació de l'àlbum homònim de Joni Mitchell.
Reckless Abandon, el seu segon àlbum d'estudi en solitari, el va publicar de forma independent el 7 d'abril de 2017 amb la companyia que va crear Hedonist Records. És el primer àlbum només amb material original propi i està farcit d'elements de soul i R&B. El 31 de març de 2017, va començar la gira de promoció del disc, la "Reckless Abandon Tour".
Des de 2014, col·labora amb Postmodern Jukebox, produint diverses versions al seu canal de YouTube i participant en les seves gires.
L'any 2018, va publicar The White Album, la seva interpretació del disc dels Beatles, en ocasió del seu 50è aniversari.
El gener de 2020 va publicar amb la seva discogràfica el disc "Memphis Magnetic", on retorna a les arrels del soul.
També el 2020, conjuntament amb les llegendes de Broadway Cynthia Erivo, Orfeh, Shoshana Mongeta i Ledisi, va participar en el disc amb exclusivament cantants dones "She is Risen", amb versions de cançons del musical de l'Andrew Lloyd Webber Jesús Christ Superstar.

## Vida personal
Actualment viu a Harlem amb el seu marit, el guitarrista i productor Doug Wamble, amb qui es va casar la primavera de 2016.